# 2009 au Canada
2006 au Nouveau-Brunswick - 2007 au Nouveau-Brunswick - 2008 au Nouveau-Brunswick - 2009 au Nouveau-Brunswick - 2010 au Nouveau-Brunswick
2006 au Québec - 2007 au Québec - 2008 au Québec - 2009 au Québec - 2010 au Québec
2006 par pays en Amérique - 2007 par pays en Amérique - 2008 par pays en Amérique - 2009 par pays en Amérique - 2010 par pays en Amérique
Pour un article plus général, voir Chronologie du Canada.
Cet article traite des événements qui se sont produits durant l'année 2009 au Canada.

## Événements

### Janvier 2009
- Dimanche 4 janvier 2009 : plusieurs milliers de personnes défilent à Toronto, Ottawa et Montréal contre les bombardements israéliens dans la bande de Gaza. Le gouvernement canadien appelle à un cessez-le-feu avec pour condition préalable l'arrêt des tirs de roquette par le mouvement islamique Hamas, « cause de la crise ».
- Jeudi 8 janvier 2009 : l'Équipe Canada remporte le Championnat du monde junior de hockey sur glace 2009 pour la 5e année consécutive.
- Jeudi 8 janvier 2009 : le ministre de la Justice de la Colombie-Britannique, Wally Oppal, accuse deux membres d'une secte, dont son chef de polygamie. Ce dernier aurait 20 épouses. La communauté est installée à Bountiful (700 km à l'est de Vancouver), près de la frontière avec les États-Unis. 100 hommes y vivraient avec 900 femmes et enfants. Selon les témoignages recueillis par les autorités des jeunes filles à peine pubères seraient mariés à des hommes beaucoup plus âgés au cours de cérémonies dites « célestes »[1].
- Vendredi 9 janvier 2009 : 
  - l'Institut de la statistique annonce une perte de 34 400 emplois en décembre en raison d'une forte baisse du travail à plein temps, ce qui a fait grimper le taux de chômage de 0,3 point, à 6,6 %;
  - le premier ministre Stephen Harper annonce que des temps durs attendent le Canada qui vient d'entrer en récession et jusqu'à cinq ans d'intervention gouvernementale pourraient être nécessaires pour redresser l'économie canadienne : « Nous sommes dans une situation sans précédent. Nous allons partir du principe que les temps à venir seront durs, et que nous ne devrions pas sous-estimer les mesures que nous devrons prendr […] Nous allons adopter de grandes mesures d'ensemble. Nous allons partir du principe que ces mesures devront peut-être s'étendre sur une période de trois à cinq ans. Ce ne sera peut-être pas nécessairement aussi long, mais nous ne sous-estimerons pas la situation ».
- Samedi 10 janvier 2009 : 
  - décès de l'ancien maire de Québec, Jean Pelletier (73 ans) à la suite d'un cancer. Il a été maire de Québec de 1977 à 1989 et chef de cabinet de l'ancien premier ministre libéral Jean Chrétien, de 1993 à 2001;
  - selon le quotidien de Toronto Globe and Mail, un vétéran de la seconde guerre mondiale vient de recevoir une lettre qui lui avait été adressée il y a 67 ans, en août 1942 depuis Londres, par une de ses tantes alors qu'il était un jeune soldat de 20 ans engagé dans le raid de Dieppe sur la côte française. Une opération qui avait tourné au désastre militaire. La lettre a été retrouvée, vendue aux enchères sur le site e-Bay. Le vétéran estime avec humour que si sa lettre a été perdue « c'est que quelqu'un n'a pas fait son travail quelque part »;
  - le bureau du premier ministre annonce que Barack Obama effectuera au Canada sa première visite à l'étranger en tant que nouveau président américain s'inscrivant ainsi dans une longue tradition diplomatique entre les deux pays voisins.
- Lundi 12 janvier 2009 : le conseil municipal de Truro (12 000 habitants, province de Nouvelle-Écosse), une bourgade de la côte atlantique canadienne, adopte un règlement interdisant de fumer dans son centre-ville — place Inglis, une zone composée de nombreux bars et restaurants — punissant les contrevenants par des amendes comprises entre 100 et 1 000 dollars canadiens pour les fumeurs multirécidivistes[2].
- Mardi 13 janvier 2009 : après les États-Unis et l'Union européenne, le ministère de la Santé avertit que l'usage de la toxine botulique, commercialisée sous le nom de Botox, pouvait avoir des effets dangereux voire mortels, faisant état du « risque de dispersion de la toxine dans d'autres parties du corps » que celle où elle a été injectée : « Affaiblissement musculaire, problèmes de déglutition, pneumonie, troubles de la parole et difficultés respiratoires sont autant de symptômes possibles de la dispersion des toxines qui peut être mortelle […] Les personnes ayant des antécédents de troubles neurologiques, de difficultés à avaler ou de problèmes respiratoires devraient faire preuve d'une extrême prudence à l'égard de ces produits ». Précisant toutefois qu'à ce jour aucun cas de ce genre n'avait été confirmé au Canada, le ministère révèle que l'Agence européenne du médicament a recensé plus de 600 cas où des personnes ayant reçu des injections de Botox avaient subi de sérieux effets négatifs, et dans 28 cas étaient mortes[3].
- Samedi 17 janvier 2009 : 
  - Le premier ministre Stephen Harper estime que les mesures nécessaires pour combattre la récession et relancer l'économie canadienne entraîneraient des « déficits très importants à court terme » : « En raison du caractère sans précédent du défi économique auquel nous sommes confrontés, il appartient aux gouvernements de faire des investissements pour soutenir l'activité économique et la confiance au Canada. […] Cela impliquera des déficits très importants à court terme ». Il a aussi indiqué que face à la récession, le gouvernement conservateur va emprunter de l'argent en profitant des taux d'intérêt actuellement très bas et l'injecter dans l'économie, mais que ces mesures seraient « limitées dans le temps » pour éviter de rendre les déficits permanents[4].
  - La police annonce l'arrestation de deux adolescents — un garçon et une fille âgés de 17 ans — qui auraient planifié une tuerie dans deux lycées, une université et une église de la province du Manitoba (centre). Ils disposaient dans une résidence de Winnipeg d'armes à feu qui avaient été volées l'automne dernier.
- Mercredi 21 janvier 2009 : le groupe aéronautique et ferroviaire Bombardier Inc. annonce la nomination de Thierry Desmarest, président du groupe pétrolier français Total comme membre de son conseil d'administration. Selon le communiqué il « apporte une solide expérience internationale et une profonde connaissance du marché européen - où Bombardier est très présent ».
- Jeudi 22 janvier 2009 : selon le gouverneur de la Banque du Canada, Mike Carney, le monde est plongé dans une profonde récession, mais celle-ci devrait être de courte durée au Canada. Après une contraction sur trois trimestres, l'économie canadienne devrait renouer avec la croissance dès la seconde moitié de 2009 et rebondir fortement en 2010. Cependant, les initiatives de relance de l'économie contenues dans le budget vont faire replonger le Canada en déficit pour la première fois en plus de dix ans.
- Lundi 26 janvier 2009 : réouverture de la 40e législature du Canada après 2 mois de prorogation. La gouverneure générale Michaëlle Jean lit le discours du trône.
- Mardi 27 janvier 2009 : 
  - Le Ministre des Finances Jim Flaherty présente le budget fédéral de 2009 à la Chambre des Communes.
  - L'Agence canadienne d'inspection des aliments (ACIA)  annonce avoir « commencé l'abattage intégral et sans cruauté d'environ 60 000 » oiseaux porteurs d'une souche peu pathogène de grippe aviaire dans une exploitation située dans le sud de la province occidentale de Colombie-Britannique. « Une autre exploitation située à l'extérieur du rayon de trois kilomètres de l'exploitation infectée a également été mise en quarantaine ».
  - Le groupe pétrolier français Total annonce le lancement d'un OPA sur le groupe UTS Energy Corporation pour un montant de 617 millions de dollars canadiens (380 millions d'euros) en argent comptant, soit une prime d'environ 51 % sur le cours moyen des 30 derniers jours à la Bourse de Toronto.
- Mercredi 28 janvier 2009 : 
  - Le chef de l'opposition Michael Ignatieff annonce l'appui du Parti Libéral au budget à la condition qu'il inclut son amendement.
  - Le président américain Barack Obama annonce qu'il effectuera le 19 février au Canada son premier voyage à l'étranger depuis son investiture.
- Jeudi 29 janvier 2009 : le gouvernement minoritaire de Stephen Harper réussit à obtenir l'adoption de son budget avec le rejet d'un amendement du Bloc québécois (indépendantiste) par 214 voix contre 85 à la Chambre des Communes. Les conservateurs et le parti libéral ont voté contre.

### Février 2009
- Mardi 3 février 2009 : 
  - la Chambre des Communes approuve par 211 voix contre 91 le budget fédéral comprenant un plan de relance de l'économie de 40 milliards de dollars canadiens sur deux ans, destiné à sortir l'économie de la récession, qui prévoit notamment des allègements fiscaux pour les Canadiens à revenus faibles et moyens ainsi que quelque 12 milliards de dollars de dépenses d'infrastructures. Le parti libéral, principale formation d'opposition, ayant annoncé qu'il voterait « pour » à condition que le gouvernement rende compte régulièrement de l'efficacité du plan de relance, ce que celui-ci a accepté, la survie du gouvernement conservateur minoritaire de Stephen Harper est donc assuré. Pour financer cette relance, les conservateurs ont dû consentir des déficits de 63,5 milliards de dollars canadiens sur les deux prochains exercices budgétaires, alors que le Canada accumule les excédents depuis 11 ans et que le mot déficit était devenu tabou dans la vie politique canadienne[5];
  - une Canadienne de 60 ans, d'origine indienne, a donné naissance à des jumeaux prématurés après avoir suivi un traitement de fécondation in vitro en Inde. Les bébés sont nés par césarienne sept semaines avant terme, à l'hôpital Foothills de Calgary (Alberta, ouest)[6].
- Mercredi 4 février 2009 : 
  - le premier ministre Stephen Harper salue les propos du président américain Barack Obama qui a pris position contre la clause protectionniste incluse par les parlementaires dans son plan de relance de l'économie disant redouter une guerre commerciale : « Le président a reconnu le risque très réel de provoquer des guerres commerciales, ce qui n'est dans l'intérêt d'aucun pays, incluant les États-Unis ». Selon le ministre du Commerce international, Stockwell Day : « Le message qui nous parvient maintenant de pratiquement tous les niveaux importants de l'administration est que non seulement nous sommes entendus mais que quelque chose doit être fait » notant que « le chef de la majorité démocrate à la Chambre des représentants avait dit que les préoccupations du Canada étaient justifiées »[7];
  - le bancassureur néerlandais ING annonce la cession de sa filiale ING Canada, leader sur le marché canadien des produits d'assurance hors assurance-vie, à des groupes d'investisseurs canadiens, pour un montant de 1,2 milliard d'euros. Sa part passera de 70 % à 7 %. ING veut se concentrer davantage sur ses « activités clés d'épargne et d'investissement ».
- Jeudi 5 février 2009 : le constructeur aéronautique Bombardier annonce la suppression de 1 360 postes de travail soit 4,5 % de sa main-d'œuvre, en raison d'une baisse de la demande pour ses avions d'affaires.
- Vendredi 6 février 2009 : 
  - le pays a perdu 129 000 emplois en janvier, ce qui constitue un record de pertes depuis plus de 30 ans, avec un taux de chômage à 7,2 %. Selon le premier ministre Stephen Harper, le Canada doit s'attendre à « d'importantes pertes d'emplois » : « Ce sont de mauvaises nouvelles […] Pire encore sont les nouvelles en provenance des États-Unis indiquant que dans la récession jusqu'à maintenant, on a perdu plus de 3 millions d'emplois. C'est un chiffre incroyable […] Les États-Unis demeurent l'épicentre de la crise actuelle et cela reste inquiétant »;
  - le ministre des Affaires étrangères, Lawrence Cannon, déclare n'avoir « aucune information » sur la possible participation de Canadiens à l'interrogatoire au Maroc d'un éthiopien suspecté de terrorisme et détenu au camp de Guantanamo depuis 2004. L'avocat du suspect a affirmé que deux femmes affirmant être canadiennes auraient participé à l'interrogatoire de son client au Maroc, où il avait été transféré après son arrestation au Pakistan en 2002[8];
  - décès à Los Angeles du rockeur canadien Dewey Martin (66 ans), le batteur du groupe de rock Buffalo Springfield. Il faisait partie des fondateurs de Buffalo Springfield en 1966 avec le Canadien Neil Young et le Texan Stephen Stills. L'année suivante, ce groupe de country rock avait publié For what it's worth, chanson emblématique de la révolte de la jeunesse de l'époque et devenu un grand classique de la bande FM.
- Samedi 7 février 2009 :  le Canadien John Kucera est vainqueur de la descente des Championnats du monde de ski de Val-d'Isère (France).
- Mardi 10 février 2009 : le conglomérat industriel japonais Toshiba et la compagnie d'électricité de Tokyo, Tepco annoncent leur entrée indirecte au capital du producteur d'uranium canadien, Uranium One, pour faciliter l'approvisionnement en combustible nucléaire de leurs réacteurs. Associés à la société de financement Japan bank for international cooperation (JBIC), ils vont prendre 19,95 % d'Uranium One pour 270 millions de dollars canadiens (170 millions d'euros), dans le cadre d'une augmentation de capital via l'émission de nouveaux titres, via JUMI, une société commune créée spécialement. Toshiba, développe des réacteurs nucléaires sous sa propre marque et celle de sa filiale américaine Westinghouse. Tepco cherche « optimiser sa chaîne d'achat de combustible pour ses centrales nucléaires », ce qui passe par « la diversification des canaux d'approvisionnement ».
- Jeudi 12 février 2009 : le ministre de l'Immigration, Jason Kenney, annonce que le Canada, répondant à une demande du Haut Commissariat des Nations unies pour les réfugiés, allait accueillir 3 900 réfugiés irakiens en 2009, soit 30 % de plus qu'en 2008. Les demandes d'asile seront étudiées par le consulat canadien de Damas (Syrie) car il s'agit du bureau « où la majorité des réfugiés irakiens présentent leur demande d'asile ».
- 13 au 15 février : Coupe du monde de snowboard au Cypress Mountain à West Vancouver
- Jeudi 19 février 2009 : 
  - le Président Barack Obama fait son premier voyage à l'étranger en visitant le Canada.
  - Coupe du monde de snowboard à la Station touristique Stoneham à Stoneham-et-Tewkesbury (jusqu'au 22 février)

### Mars 2009
- Mardi 3 mars 2009 :  l'entreprise minière Vale Inco, basée à Toronto et filiale du géant brésilien Vale do Rio Doce, annonce la  suppression de quelque 900 postes à travers le monde, en raison des difficultés que connaît actuellement le marché mondial du nickel. L'entreprise est spécialisée dans le nickel et les métaux précieux et emploie 14 000 personnes à travers le monde.
- Mercredi 4 mars 2009 : 
  - la Cour fédérale ordonne au gouvernement d'Ottawa d'aider Ronald Allen Smith, un Canadien originaire de l'Alberta et condamné à mort en 1983, du meurtre de deux Américains par un tribunal du Montana (États-Unis), à obtenir une commutation de sa peine. Le gouvernement conservateur  avait refusé de plaider la clémence auprès des autorités américaines, indiquant qu'il ne demanderait plus désormais que les peines de mort prononcées dans des pays démocratiques soient commuées. Les avocats du condamné ont fait valoir que la décision de non-intervention d'Ottawa constituait une approbation « tacite » de son exécution, ainsi qu'une violation de la Charte canadienne des droits et libertés, un texte constitutionnel[9];
  - le ministre français de la Défense, Hervé Morin, est en visite officielle de 2 jours, déclarant que la France était « totalement disponible » pour fournir du matériel militaire au Canada, mais « aussi pour des coopérations industrielles », faisant valoir « qu'il était aussi de l'intérêt des Canadiens de ne pas avoir un fournisseur exclusif », en l'espèce les États-Unis.
- Jeudi 12 mars 2009 : 
  - un hélicoptère Sikorsky S-92avec 18 personnes à bord, qui transportait du personnel de plateforme de forage pétrolier « Hibernia », s'est abîmé dans l'océan Atlantique, à 47 milles au sud-est de Saint-Jean-de-Terre-Neuve, dans une mer agitée, après avoir signalé une pression d'huile à zéro dans la boîte de transmission principale. Une seule personne a survécu au crash;
  - un Canadien de 29 ans, d'ascendance  pakistanaise, poursuivi pour 5 chefs d'accusation en vertu de la loi antiterroriste, est  condamné  à 10 ans et demi de prison pour avoir collaboré à un complot, déjoué, visant à commettre des attentats en Grande-Bretagne. Il était accusé d'être lié à un groupe qui planifiait des attentats contre plusieurs cibles à Londres, dont une discothèque, un centre commercial et des installations gazières.
- Vendredi 13 mars 2009 : le taux de chômage grimpe à 7,7 % avec 82 600 emplois perdus en février.

- Lundi 16 mars 2009 : l'actrice britannique Natasha Richardson est victime d'un grave accident de ski dans une station huppée du Québec. Elle est transférée à l'hôpital Lennox Hill de Manhattan, où elle mourra deux jours plus tard, d'un traumatisme crânien. La députée Hedy Fry du parti Libéral accuse le gouvernement de faire preuve « d'irresponsabilité » pour son refus d'imposer le port du casque aux skieurs du pays après plusieurs accidents mortels de personnes ne portant pas de casque.
- Mardi 17 mars 2009 : l'ex-président George W. Bush est allé à Calgary, Alberta, pour livrer un discours.
- Lundi 23 mars 2009 : 
  - ouverture de la nouvelle saison de la chasse au phoque au grand dam des défenseurs des animaux, qui continuent à dénoncer une pratique qu'ils jugent cruelle et difficile à contrôler. L'Union européenne pourrait de son côté boycotter les produits issus de cette activité commerciale. Le nombre total de prises autorisées a été revu à la hausse cette année à 280 000 contre 275 000 l'an dernier;
  - le ministre de la Défense, Peter MacKay, a réglé ses comptes avec la chaîne américaine Fox News, qui s'est moquée de l'armée canadienne car celle-ci pourrait observer une pause d'un an dans ses opérations au retour de sa mission de combat en Afghanistan, en 2011;
  - le groupe Research in Motion (RIM), fabricant du téléphone multifonctions BlackBerry, annonce le prochain rachat pour 131 millions Can$ de l'entreprise de logiciels de sécurité informatique Certicom, venant clore trois mois de négociations.
- Mercredi 25 mars 2009 : le réseau public CBC/Radio-Canada annonce la suppression prochaine de 800 postes à la télévision et à la radio, pour quelque 9 900 employés. L'entreprise invoque d'importantes baisses des revenus publicitaires avec un manque à gagner de 171 millions $Can sur 2009-2010.
- Samedi 28 mars 2009 : 
  - selon deux organisations nationales des Inuits — l'organisation Inuit « Tapariit Kanatami » et le Conseil circumpolaire Inuit du Canada —, à quelques jours d'un vote crucial au Parlement européen, une interdiction du commerce des produits du phoque en Europe et leur importation « enfreindrait tant les traités propres à l'Europe, que les obligations inhérentes à l'Organisation mondiale du commerce »;
  - le groupe pétrolier UTS Energy a réitéré son rejet de l'offre d'achat hostile que lui a faite le groupe pétrolier français Total E&P Canada en janvier pour un montant de 617 millions $Can (environ 370 millions d'euros). L'actif principal d'UTS Energy est une participation de 20 % dans un important projet dans les sables bitumineux de l'ouest canadien, le projet Fort Hills, situé en Alberta et dont les ressources sont estimées à 4 milliards de barils de bitume, auquel s'ajoute désormais « une nouvelle découverte importante » de sables bitumineux.
- Lundi 30 mars 2009 : le gouvernement rejette les plans de restructuration que les constructeurs américains General Motors et Chrysler lui ont présentés en vue d'obtenir une aide, estimant qu'ils n'assurent pas la viabilité à long terme de l'industrie automobile au Canada.

### Avril 2009
- Mercredi 1er avril 2009 : la police de Toronto arrête plus de 100 personnes, dont 46 membres présumés de gangs urbains, au cours d'une vaste opération menée par plus de 1 000 agents dans l'agglomération de la métropole canadienne. Les autorités ont saisi 40 armes à feu, dont deux AK-47 chargés, de la cocaïne, du cannabis, de l'ecstasy et 431 000 $CAN en liquide ainsi que 12 véhicules.
- Jeudi 2 avril 2009 : le constructeur aéronautique Bombardier annonce qu'il allait supprimer d'ici à fin 2009 environ 10 % des effectifs de sa branche aéronautique, soit environ 3 000 emplois, en raison d'une baisse de la demande pour ses avions d'affaires.
- Samedi 4 avril 2009 : 
  - un homme est reconnu coupable de meurtre avec préméditation pour avoir transmis à des femmes le virus du sida dont il se savait porteur depuis des années, ce qui constitue une première au Canada. Cet ancien employé du ministère de la Justice, originaire d'Ouganda, a aussi été reconnu coupable de 10 cas d'agression sexuelle grave;
  -  Nouveau-Brunswick : début des championnats du monde du curling à Moncton;
  - alerte à la Grippe A(H1N1) de 2009.
- Mercredi 8 avril 2009,  Ontario : disparition et meurtre d'une fillette de 8 ans, Victoria Stafford.
- 12 au 16 avril 2009 : Championnat du monde de course en ligne de canoë-kayak à Dartmouth en Nouvelle-Écosse
- Mercredi 15 avril 2009 : une vaste opération internationale (Québec, République dominicaine et France), visant à démanteler un réseau criminel de motards (Hells Angels) a permis l'arrestation de 150 personnes lors de 177 perquisitions essentiellement au Québec. L'enquête vise des infractions commises de 1992 à 2009 et concerne des diverses accusations, dont celles de 40 meurtres, de trafic de drogues et gangstérisme. Cinq sièges des Hells Angels ont été saisis.
- Vendredi 17 avril 2009 : 
  - un passager particulièrement perturbé a soudainement ouvert l'une des portes du moyen avion, un King Air (15 places), dans lequel il voyageait et a sauté dans le vide à 7 000 mètres d'altitude au-dessus du Grand Nord. L'avion avait décollé de Yellowknife, dans les Territoires du Nord-Ouest et se dirigeait vers Cambridge Bay, dans le territoire du Nunavut;
  - en vertu d'un amendement à la « loi sur la citoyenneté canadienne » désormais entrée en vigueur, les petits-enfants de Canadiens nés à l'étranger n'auront plus automatiquement la nationalité canadienne. Le Parlement avait approuvé cet amendement pour que des non-résidents ayant plus ou moins de liens avec le Canada ne puissent transmettre indéfiniment la nationalité canadienne à leurs descendants. La loi a été modifiée en partie en réponse à l'évacuation massive de milliers de Canadiens vivant au Liban, qui avait dû être organisée par le gouvernement après l'opération militaire d'Israël dans ce pays en 2006.
- Mardi 28 avril 2009  : le groupe pétrolier français Total annonce l'échec de son OPA sur le groupe pétrolier UTS Energy.

### Mai 2009
- Vendredi 1er mai 2009 :
  - le total des cas de grippe H1N1 sur le territoire du Canada est de 41, dont 15 en Colombie-Britannique;
  - l'Agence américaine des médicaments (FDA), demande aux utilisateurs d'une gamme de compléments alimentaires amaigrissants et dopants, Hydroxycut, censés faire perdre du poids en brûlant les graisses et en éliminant l'eau, de cesser immédiatement leur traitement après le décès d'un patient d'insuffisance rénale. Au total, 23 cas d'affections rénales, dont un mortel, ont été signalés chez des personnes prenant de l'Hydroxycut, fabriqué par le Canadien Iovate Health Sciences. Les troubles allaient de la simple jaunisse à des lésions nécessitant une greffe de rein;
  -  Nouvelle-Écosse : fin du violent incendie de broussailles dans la région de Halifax,  qui a entraîné depuis jeudi l'évacuation de 1 200 personnes. Une vingtaine de résidences ont été endommagées.
- Samedi 2 mai 2009 : 56 cas confirmés de grippe H1N1 dans tout le Canada : 19 cas en Colombie-Britannique, 14 en Nouvelle-Écosse, 12 en Ontario, 8 en Alberta, 2 au Québec et un au Nouveau-Brunswick.
- Dimanche 3 mai 2009 : 100 cas confirmés de grippe H1N1 dans tout le Canada.
- Mardi 5 mai 2009 : l'organisation nationale des Inuits se déclarant « atterrée » par la décision de l'Union européenne de fermer ses marchés aux produits tirés du phoque est appelle le premier ministre Stephen Harper à tenir son engagement de porter plainte devant l'Organisation mondiale du commerce.
- Jeudi 7 mai 2009 : le premier ministre, Stephen Harper a effectué une visite surprise dans le sud de l'Afghanistan pour y encourager les troupes canadiennes et souligner l'engagement du Canada dans ce pays. Il a annoncé que le Canada allait financer un projet de l'Unicef visant à améliorer l'éducation d'environ 20 000 enfants de la région de Kandahar. Le Canada a déployé dans cette région un contingent de quelque 2 800 soldats, dont la mission doit s'achever en 2011. 118 militaires canadiens ont perdu la vie dans le cadre de cette mission depuis 2002.
- Vendredi 8 mai 2009,  Alberta : premier décès canadien « lié » à la grippe H1N1 dans la province de l'Alberta (ouest).
- Samedi 9 mai 2009 :
  - 224 cas confirmés de grippe H1N1 dans tout le Canada, dont 1 mortel. Troisième pays le plus touché;
  - élection générale en Colombie-Britannique - le Parti libéral conserve sa majorité à l'Assemblée législative ; le NPD britanno-colombienne forme l'opposition officielle.
- Samedi 16 mai 2009 : 520 cas confirmés de grippe H1N1 dans tout le Canada, dont 187 en Ontario, 100 en Colombie-Britannique, 71 au Québec, 67 en Alberta, 66 en Nouvelle-Écosse…
- Vendredi 22 mai 2009 : un canadien est condamné à deux ans et demi de prison pour avoir participé à un projet de complot visant à commettre une série d'attentats terroristes au Canada en 2006. À l'époque des faits, il avait 17 ans et faisait partie d'un groupe de 18 Canadiens musulmans arrêtés durant l'été 2006 à Toronto et accusés d'avoir planifié plusieurs attentats à Toronto, la métropole financière canadienne, ainsi qu'au parlement fédéral à Ottawa. Il est le premier membre de ce groupe à avoir été reconnu coupable et condamné. Selon l'accusation, le groupe aurait prévu de prendre d'assaut le parlement canadien et de prendre des otages, dont le Premier ministre conservateur Stephen Harper, pour forcer le Canada à retirer ses troupes d'Afghanistan[10].
- Samedi 30 mai 2009 : avec la reprise d'Opel, l'équipementier Magna, affecté au Canada par la crise du secteur, conforte sa place en Europe et s'ouvre un chemin vers la Russie. Magna s'allie à la banque russe Sberbank Rossii et au constructeur GAZ pour reprendre la filiale de l'américain General Motors (GM). La Russie est un marché porteur pour Opel, dont les modèles représentent déjà un tiers des ventes de GM dans ce pays et son deuxième marché en Europe.

### Juin2009
- Mardi 2 juin 2009 : selon la chaîne CTV, la ministre des Ressources naturelles, Lisa Raitt ou un de ses collaborateurs, ont oublié des documents confidentiels, dont certains sont marqués « secret », touchant au nucléaire dans un studio de télévision à Ottawa et n'ont rien fait pour les récupérer pendant près d'une semaine. Personne au ministère ne s'est préoccupé du dossier. Les documents oubliés dans les bureaux de la chaîne à Ottawa montreraient que le gouvernement fédéral a prévu de dépenser plus d'argent que prévu pour le fonctionnement d'un réacteur nucléaire vieillissant, responsable d'une grande partie de la production mondiale d'isotopes médicaux[11].
- Mercredi 3 juin 2009 : selon la compagnie ferroviaire « Ottawa Valley Railroad », la rupture de trois barrages de castors a provoqué l'inondation sur près de 200 mètres de la voie ferrée où circulait un convoi ferroviaire, dont deux locomotives et six wagons ont déraillé, ce qui a provoqué le déversement de plus de 20 000 litres de gaz-oil dans la rivière alimentant la capitale canadienne en eau potable. La compagnie a écarté toute négligence d'entretien de sa part[12].
- Mardi 9 juin 2009, Nouvelle-Écosse : élection générale - le gouvernement progressiste-conservateur est défait par le NPD néo-écossaise reprend le pouvoir pour la première fois et Darrell Dexter succède à Rodney MacDonald au poste de Premier ministre.
- Samedi 20 juin 2009 : l'équipementier en télécommunication Nortel annonce la vente de la plupart de ses activités « sans fil » à Nokia Siemens Networks (divisions CDMA et LTE) pour 650 millions US$, ce qui représente environ 2 500 salariés.

### Juillet 2009
- Mercredi 1er juillet 2009 : 
  - 142e anniversaire de la naissance du Canada;
  - selon un sondage 65 % des Canadiens (86 % au Québec, 58 % en Ontario) souhaitent que le Canada cesse d'être une monarchie constitutionnelle après le règne d'Elizabeth II.
- Jeudi 9 juillet 2009 : désormais de la viande de phoque pourra figurer sur les menus des restaurants dont celui de la Chambre  des communes à Ottawa. Le Canada considère cette viande comme étant vitale pour certaines communautés rurales isolées.
- Dimanche 19 juillet 2009, Colombie-Britannique  : quelque 17 000 personnes ont dû quitter leur domicile de la région de Kelowna face à l'avancée d'importants feux de forêt qui encerclent la ville. Les feux ont été attisés par l'absence d'humidité, des températures élevées et des vents forts.
- 23 juillet : Coupe du monde de marathon FINA de nage en eau libre au lac Saint-Jean
- Lundi 27 juillet 2009 :
  - les ministres des Affaires étrangères de l'Union européenne ont entériné l'interdiction du commerce des produits dérivés du phoque. Cette interdiction avait été approuvée en mai par le Parlement européen qui s'était prononcé en faveur de l'interdiction d'importer et de vendre dans l'UE des produits dérivés des phoques pour protester contre une chasse jugée « répugnante ». Trois pays (Danemark, Roumanie et Autriche) se sont abstenus lors du vote, tous les autres ont voté pour. L'embargo entrera en vigueur pour la prochaine campagne de chasse, en 2010;
  - les ministres du Commerce Stockwell Day et des Pêches Gail Shea affirment que « Le Canada a clairement honoré ses obligations et notre position est que toute interdiction visant les produits provenant d'une chasse sans cruauté, comme elle est pratiquée au Canada, est totalement injustifiable ». Le Canada menace de saisir l'Organisation mondiale du commerce si l'UE ne prévoit aucune « dérogation acceptable » pour la chasse canadienne[13].
- Mardi 28 juillet 2009 : la police de Toronto annonce la saisie de 116 kilos d'héroïne dissimulés dans des pièces de machinerie en provenance du Pakistan ainsi que de plus d'un million de dollars canadiens et américains[14].
- Mercredi 29 juillet 2009 : le nombre de morts dus à la grippe A/H1N1 se monte à 58.

### Août2009
- 2 et 3 août : Coupe du monde de slalom (canoë-kayak) en Alberta
- 12 au 16 août : Championnats du monde de course en ligne de canoë-kayak à Dartmouth

### Septembre2009
- x

### Octobre2009
- Samedi 3 octobre 2009, Québec : Pierre Falardeau a droit à des funérailles grandioses à saveur nationaliste à l'église Saint-Jean-Baptiste de Montréal.
- Mercredi 21 octobre 2009 : CBC Newsworld change de nom pour CBC News Network.

### Novembre2009
- 1er au 8 novembre : Défi mondial junior A au Consolidated Credit Union Place à Summerside

### Décembre2009
- 26 décembre (jusqu'au 5 janvier 2010) : Championnat du monde junior de hockey sur glace 2010 à Regina et Saskatoon

## À surveiller
- Intel Extreme Masters à Montréal[15].
- Fin du vol d'Air Saint-Pierre entre Saint-Pierre et Moncton

## Décès en 2009
- 30 janvier : Bernard Arcand, anthropologue.
- 31 janvier : Thérèse Lavoie-Roux (politicienne et sénatrice)
- 6 février : 
  - George Karpati, neurologue.
  - Dewey Martin, rocker.
- 3 mars : Gilbert Parent, politicien.
- 13 mars : Andrew Martin, catcheur.
- 21 mars : Walt Poddubny, joueur professionnel et entraîneur de hockey sur glace.
- 29 mars : Ivor Dent (en), maire d'Edmonton.
- 8 avril : Victoria Stafford (en), victime meurtrière.
- 19 mai : Clint Smith, joueur professionnel de hockey sur glace.
- 20 mai : Arthur Erickson, architecte.
- 26 mai : Peter Zezel, joueur de hockey sur glace.
- 28 mai : Marcel Béliveau, animateur de télévision.
- 29 mai : Hank Bassen, joueur de hockey sur glace.
- 8 juin : Sheila Finestone, politicienne.
- 15 juin : Allan King, réalisateur et producteur.
- 24 juin : Roméo LeBlanc, gouverneur général du Canada.
- 29 juin : 
  - Jan Rubes, acteur, musicien, producteur et réalisateur.
  - Dave Batters, homme politique fédéral.
- 4 juillet : Leo Mol, sculpteur.
- 5 juillet : Sandy van Ginkel, architecte et urbaniste.
- 11 juillet : Reggie Fleming, joueur de hockey sur glace.
- 13 juillet : Neil Munro, acteur.
- 18 juillet : Charles Gonthier, juge.
- 5 août : Gerald Cohen, philosophe.
- 14 août : Ted Kennedy, joueur de hockey sur glace.
- 25 septembre : Pierre Falardeau, cinéaste.
- 19 octobre : Joseph Wiseman, acteur.
- 20 octobre : Margaret Fitzgerald, supercentenaire.
- 23 octobre : Lou Jacobi, acteur.
- 10 décembre : Jean-Robert Gauthier, politicien fédéral.